# نادي حلب الشتوي
هو نادي اجتماعي في حلب تأسس عام 1945 ويقع في قصر سكني سابق في حي مدينة العزيزية. أشتهر النادي عالمياً بسبب جودة وأصالة المطبخ السوري.

## التاريخ
تأسس نادي حلب الشتوي عام 1945 وخدم مبدأيً نقطة تجمع العوائل الحلبية من طبقة التجار.
يقع النادي في قصر من القرن التاسع عشر بُني بنمط ترتيب معماري مركب. كان المبنى من اوائل الهياكل في تطوير حي العزيزية في حلب. خدم في البداية كمسكن لبيت غزالة – عائلة حلبية مسيحية شائعة. فأصبح موقع لنادي خاص وأشتهر بسبب جودة وأصالة المطبخ السوري، والترفيه، والحياة الليلية.
نادي حلب الشتوي، مع فروعه الصيفية والشتوية، أُشير امتلاكه 600 عضو. تغيرت الشخصية العضوية للنادي بسبب اقتصاد الجمهورية العربية المتحدة في نهاية الخمسينات وبداية الستينات. استعملت صالة استقباله كمسجد في السبعينات. أُعيد إحياء فعاليات النادي التقليدية منذ ذلك الحين. بالإضافة، توسعت واجهة الملكية وأتلفت نزاهة المعمارية الأصلية للملكية.